# INOGATE
INOGATE este un program de cooperare internațională în domeniul energetic între Uniunea Europeană (UE), statele riverane ale Mării Negre și Mării Caspice, și țările învecinate cu acestea. Programul este operațional începând cu 1996.
INOGATE este unul dintre programele longevive de asistență tehnică în energetică ale UE. Până în 2006, el a fost finanțat în cadrul Programului de Cooperare Regională Tacis (Program de Asistență Tehnică Comunității Europene de State Independente). Începând cu 2007 actvitatea INOGATE este finanțată de către Mecanismul European de vecinătate și parteneriat (European Neighbourhood and Partnership Instrument, ENPI) in cadrul programului  regional indicativ ENPI-Est 2007-2010  și 2010-2013. EuropeAid sprijină programul prin activitățile ENPI și Mecanismul de cooperare și  dezvoltare (Development Cooperation Instrument).

## Originile
INOGATE a fost creat în 1995 ca un mecanism al UE care se ocupă de asistență sistemelor  de transport petrol si gaze în Europa (INterstate Oil and GAs Transportation to Europe, de unde a derivat numele său ca un acronim). Activitatea lui se axa inițial pe conductele de petrol și gaze venind din/ prin țările Europei de Est și Caucaz spre UE. În 2001 a fost stabilit oficial “Acordul Umbrelă", semnat de douăzeci și una de țări la Kiev, pentru a coopera în vederea dezvoltării  și consolidării rețelelor de conducte. După conferința din Baku, Azerbaidjan în 2004 și în Astana, Kazahstan, INOGATE a evoluat într-un parteneriat mai larg în domeniul energetic între UE și țările din fosta Uniune Sovietică (cu excepția Federației Ruse și statelor  baltice, dar inclusiv Turcia), concentrându-se pe patru directii-cheie:
- consolidarea securității energetice
- convergența piețelor de energie a statelor membre pe baza principiilor pieței interne de energie a UE
- sprijinirea dezvoltarii energiei sustenabile
- atragerea de investiții pentru proiecte de interes comun și regional în domeniul energetic.

## Țările partenere
Țările partenere INOGATE sunt:
- Armenia
- Azerbaidjan
- Belarus
- Georgia
- Kazahstan
- Kârgâzstan
- Republica Moldova
- Turcia
- Turkmenistan
- Ucraina
- Uzbekistan
- Tadjikistan
- Federația Rusă (doar cu statut de observator)

Turcia este o țară parteneră INOGATE și este, prin urmare, în mod regulat invitata să participe la reuniunile INOGATE, dar nu este o țară beneficiară.

## Inițiativa Baku și declarația de la Astana
Inițiativa Baku a fost rezultatul unui dialog politic în domeniul de cooperare energetică între Uniunea Europeană și țările partenere INOGATE. Inițiativa a fost anunțată pe 13 noiembrie 2004 la Conferința ministerială de energie în Baku. O a doua conferință ministerială a avut loc la Astana la 30 noiembrie 2006. Ea a confirmat intenția programului INOGATE să acopere o gamă mai largă de probleme de energie în țările partenere și cooperarea lor cu UE în vederea solutionării acestor probleme.
Unul dintre obiectivele Inițiativei Baku este de a spori integrarea piețelor energetice din țările participante cu piața de energie a UE, pentru a crea piețe transparente de energie, capabile de a atrage investiții și de a îmbunătăți securitatea aprovizionării cu energie. (Alte aspecte ale Inițiativei au vizat probleme de transport: a se vedea articolul principal). Țările partenere au agreat obiectivele pentru a armoniza standardele legale și tehnice în vederea creării unei piețe energetice funcționale integrate în conformitate cu cadrele juridice și de reglementare internaționale și ale UE; pentru a crește siguranța și securitatea aprovizionării cu energie prin extinderea și modernizarea infrastructurii existente, înlocuind infrastructura învechită de producere a energiei cu sisteme ecologice; pentru a dezvolta noi infrastructuri și a implementa sisteme moderne de monitorizare; a îmbunătăți managementul ofertei și cererii de energie prin integrarea sistemelor de energie eficientă și durabilă; și a promova finanțarea proiectelor energetice de interes comun, viabile din punct de vedere comercial și ecologic. Un "parcurs" spre realizarea acestor obiective și unor obiective aliate a fost adoptat la Conferința ministerială Astana.

## Structură și activități
Organismul de coordonare este Secretariatul tehnic cu sediul în Kiev, Ucraina, cu oficii regionale în Tbilisi, Georgia, și în Tașkent, Uzbekistan. Secretariatul INOGATE are un rol important în asigurarea vizibilității, coordonare, coerența și sustenabilitatea programului  în integritate, precum și a proiectelor individuale.
Inițiativa Baku este implementată prin urmatoarele patru grupuri de lucru, fiecare dintre care include membri din toate țările partenere:
- Armonizarea cadrului legal, de reglementare și institutional pentru liberalizarea pieței
- Îmbunătățirea siguranței și securității rețelelor de transport de energie
- Dezvoltare durabilă
- Atragerea investițiilor și facilitare de proiect

Un număr de proiecte specifice, finanțate de ENPI, sunt asociate cu programul INOGATE și sunt listate pe portalul web INOGATE. Începând cu februarie 2009, aceste proiecte includ inițiative pentru a îmbunătăți siguranța și securitatea structurilor de tranzit de petrol și gaze, pentru a dezvolta politici energetice naționale coordonate în Asia Centrală, și pentru a sprijini integrarea pe piață și inițiative de energie durabilă în țările partenere.
INOGATE a fost strâns implicat în dezvoltarea Centrului Regional Est European pentru Metrologie hidrocarburi în Boyarka, Ucraina, care oferă servicii de calibrare moderne („state-of-the-art”) pentru transfer de gaze în interiorul regiunii și în alte țări. Acesta ar trebui să constituie un element important în dezvoltarea pieței regionale de energie care să opereze la nivelul standardelor Europei Occidentale.
INOGATE are un program în curs de desfășurare de conferințe și publicații. Portalul său web conține informații și știri, actualizate periodic, despre evoluțiile sectorului energetic din țările partenere, precum și despre inițiative și politici relevante ale UE.
Programul sprijină reducerea în țările partenere a dependenței acestora de combustibil fosil și importuri, ameliorarea securității aprovizionării lor cu energie și atenuarea în ansamblu a efectului schimbărilor climatice.

## Proiecte
Un "Proiect INOGATE" este orice proiect energetic regional, finanțat de catre UE, pentru sprijinirea cooperării în domeniul politicilor energetice în țările partenere în cele patru domenii de cooperare INOGATE. De la începutul programului în 1996, au fost implementate aproximativ 61 proiecte INOGATE.
Următoarele 3 proiecte INOGATE sunt în curs de implementare în prezent:
- Secretariatul tehnic INOGATE și programul integrat în sprijinul Inițiativei Baku și a obiectivelor Parteneriatului Estic de energie; Durata: 02/2012-01/2015, valoare totală: 16,6 milioane €
- Inițiativa de reducere a consumurilor în sectorul de construcții în țările Europei de Est  și Asiei Centrale; Durata: 01/2010 - 12/2013, valoarea totală: 4,5 milioane de euro
- Program de energie durabilă pentru Asia Centrală: surse de energie regenerabilă și eficiență energetică; Durata: 01/2013-12/2015, valoare totală: 4 milioane de euro.

Pe lângă proiectele INOGATE, mai există un proiect legat de INOGATE (adică nu direct promovat ca un proiect INOGATE, dar care a folosit finanțare INOGATE și încurajează aceleași obiective) care poate fi, de asemenea, luat în considerare de program:
- Sprijinirea participării orașelor din Europa de Est și Asia Centrala în "Acordul Primarilor" (proiect legat de INOGATE); Durata: 09/2011 - 09/2013, valoarea totală: 2.15 milioane €

Fiecare dintre proiectele individuale este responsabil pentru asigurarea vizibilității acțiunilor sale. Cu toate acestea, proiectul ITS (Inogate Technical Secretariat - Secretariatul tehnic INOGATE) va promova rezultatele lor într-un  cadru mai larg al programului INOGATE.